# Colorful Dreams! Colorful Smiles!
《Colorful Dreams! Colorful Smiles!》是電視動畫《Love Live! 虹咲學園學園偶像同好會》第2期主題曲，於2022年4月20日發售。

## 概要
此單曲於《Awakening Promise/夢想從此啓程》發行約1年4個月後發行，為動畫《Love Live! 虹咲學園學園偶像同好會》第2期的主題曲。
初回生產特典收錄虹咲學園學園偶像同好會成員卡片（12張隨機一張）、《Love Live! 學園偶像祭 ALL STARS》可使用序列號及《Love Live! 虹咲學園學園偶像同好會 5th Live! Colorful Dreams! Colorful Smiles!》的Day.1先行抽選申請劵。

## 收錄曲目
括號中的中文翻譯僅供參考，並非官方翻譯。
收錄內容
1. Colorful Dreams! Colorful Smiles! 
  - 作詞：Ayaka Miyake，作曲：要田健、Carlos K.，編曲：要田健、tasuku
  - 歌：虹咲學園學園偶像同好會

2.  （Twilight）
  - 作詞：，作曲：、JOE，編曲：JOE
  - 歌：虹咲學園學園偶像同好會

3. Colorful Dreams! Colorful Smiles! (Off Vocal)
4. (Off Vocal)